# Moulins-en-Tonnerrois
Moulins-en-Tonnerrois é uma comuna francesa na região administrativa de Borgonha-Franco-Condado, no departamento de Yonne. Estende-se por uma área de 14,56 km². Em 2010 a comuna tinha 105 habitantes (densidade: 7,2 hab./km²).